# NK Inkop Poznanovec
NK Inkop (Nogometni klub industrija koža i obuće Poznanovec) je nogometni klub iz Poznanovca.
Trenutačno se natječe u 1. ŽNL. 